# Erhvervssygdom
En erhvervssygdom er en sygdom, som en person kan få på grund af sit arbejde eller de forhold, arbejdet er foregået under. 
En erhvervssygdom opstår på grund af påvirkninger på arbejdet, og sygdommen skal være kendt inden for den medicinske verden. Der skal altså være en tydelig sammenhæng mellem det arbejde, som personen har udført og de gener, personen har. Eksempler på erhvervssygdomme er "tennisalbue" og høretab. 

## Danmark
I Danmark er det sådan, at Arbejdsskadestyrelsen vurderer, om der er tale om en erhvervssygdom, og om sagen er en arbejdsskade. Dermed kan personen have ret til en erstatning.

### Anmeldelse af erhvervssygdomme
Læger og tandlæger har pligt til at anmelde en erhvervssygdom så snart, de har en mistanke om, at en patient har pådraget sig denne ved sit arbejde. Erhvervssygdomme skal anmeldes digitalt på www.erhvervssygdomme.dk Arkiveret 17. maj 2017 hos  Wayback Machine.

### Erstatning for erhvervssygdomme
Arbejdsskadestyrelsen vurderer sager omkring erhvervssygdomme ud fra fortegnelsen over erhvervssygdomme. Erhvervssygdomsfortegnelsen viser de sygdomme, som kan anerkendes som en erhvervssygdom. En sygdom, der ikke står på fortegnelsen, kan stadig anerkendes som en arbejdsskade. Det kræver, at sygdommen bliver diskuteret i Erhvervssygdomsudvalget. Her sidder eksperter og repræsentanter fra Arbejdsskadestyrelsen, Sundhedsstyrelsen, arbejdsgiver- og lønmodtagersiden.
Arbejdsgivere i Danmark har pligt til at forsikre deres ansatte ved erhvervssygdomme hos Arbejdsmarkedets Erhvervssygdomssikring (AES). Det er Arbejdsmarkedets Erhvervssygdomssikring, der opkræver bidrag fra arbejdsgiverne til at betale udgifterne ved erhvervssygdomme.
I tilfælde af at Arbejdsmarkedets Erhvervssikring afviser at anerkende en given arbejdsskade, er det muligt at klage til Ankestyrelsen.

### Erhvervssygdomsfortegnelsen
I Erhvervssygdomsfortegnelsen står en række sygdomme, der kan opstå efter påvirkninger på en arbejdsplads i Danmark. Arbejdsskadestyrelsen kan anerkende en sygdom som en arbejdsskade, hvis en person har været udsat for påvirkninger, der er beskrevet i fortegnelsen.
På grund af ændringer af erhvervssygdomsbegrebet i 2004, er der to fortegnelser over erhvervssygdomme. Den gamle fortegnelse gælder for sygdomme, der er anmeldt indtil 31. december 2004, mens den nye fortegnelse gælder for sygdomme anmeldt fra 1. januar 2005. Arbejdsskadestyrelsen reviderer løbende fortegnelserne sammen med Erhvervssygdomsudvalget for at sikre, at begge fortegnelser tager udgangspunkt i den nyeste medicinske viden.